# Jean-François Bérubé
Jean-François „J. F.“ Bérubé (* 13. Juli 1991 in Repentigny, Québec) ist ein kanadischer Eishockeytorwart, der seit Oktober 2024 erneut bei den Ontario Reign aus der American Hockey League (AHL) unter Vertrag steht.

## Karriere

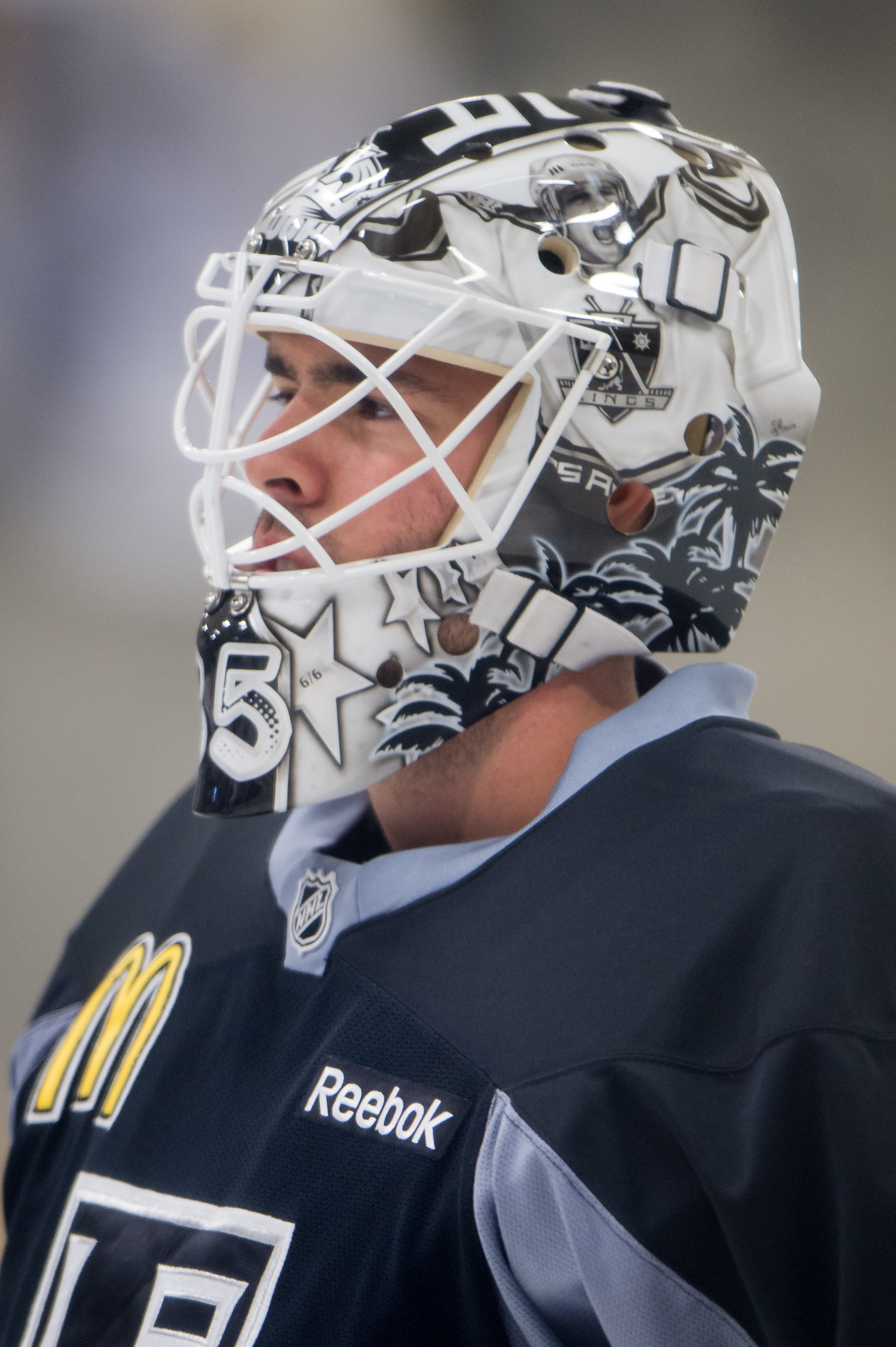
Bérubé im Trikot der Los Angeles Kings (2013)

Bérubé verbrachte seine Juniorenzeit zwischen 2008 und 2011 in der Ligue de hockey junior majeur du Québec beim Club de hockey junior de Montréal. Nachdem er in seinem ersten Jahr noch als Ersatzmann von Jake Allen fungiert hatte und im NHL Entry Draft 2009 in der vierten Runde an 95. Position von den Los Angeles Kings aus der National Hockey League ausgewählt worden war, bestritt er die beiden folgenden Spieljahre als Stammtorwart. Bereits am Ende der Saison 2009/10 hatte der Torwart sein Profidebüt bei Los Angeles’ Farmteam, den Manchester Monarchs, in der American Hockey League gegeben.
Nachdem Bérubé im Mai 2011 schließlich von den Kings unter Vertrag genommen worden war, wurde er in den beiden folgenden Spielzeiten bei den Ontario Reign in der ECHL eingesetzt, ehe er zur Saison 2013/14 befördert wurde und fortan für die Manchester Monarchs in der AHL zwischen den Pfosten stand. In beiden Spieljahren bei den Monarchs war der Franko-Kanadier Stammtorwart des Teams und hatte in der Spielzeit 2014/15 maßgeblichen Anteil am Gewinn des Calder Cups. Im Herbst 2015 ging er hinter Jonathan Quick und Jhonas Enroth schließlich als dritter Torwart der Los Angeles Kings in die Spielzeit. Zwar hatte er auch im Vorjahr über kürzere Zeiträume im Kader gestanden, war aber nicht zu einem Einsatz gekommen.
Bei dem Versuch, ihn im Oktober zu Beginn der Saison 2015/16 über die Waiver-Liste erneut in die AHL zu schicken, wurde Bérubé vom Ligakonkurrenten New York Islanders verpflichtet. Dort fungierte er bis in die Spielzeit 2016/17 hinein zunächst als dritter Torwart hinter dem Slowaken Jaroslav Halák und dem Deutschen Thomas Greiss. Dadurch kam er nur selten zum Einsatz oder wurde sporadisch bei den Bridgeport Sound Tigers in der AHL eingesetzt. Erst als die Islanders zu Beginn des Kalenderjahres 2017 von ihrem Modell mit drei Torhütern im aktuellen Aufgebot Abstand nahmen und Halák in die AHL beorderten, übernahm der Franko-Kanadier die Position des Back-ups hinter Greiss.
Im Juni 2017 wurde er im NHL Expansion Draft 2017 von den Vegas Golden Knights ausgewählt. Vegas erhielt für die Wahl von ihm zusätzlich Jake Bischoff, ein Erstrunden-Wahlrecht für den NHL Entry Draft 2017 sowie ein Zweitrunden-Wahlrecht für den NHL Entry Draft 2019. Ferner übernahmen die Golden Knights den Vertrag von Michail Hrabouski, der aufgrund einer Verletzung mit hoher Wahrscheinlichkeit kein Spiel mehr absolvieren wird. Bérubés auslaufender Vertrag wurde in Las Vegas allerdings nicht verlängert, sodass er sich im Juli 2017 als Free Agent den Chicago Blackhawks anschloss. Nach einem Jahr, in dem es ihm abermals nicht gelang, sich dauerhaft in der NHL zu behaupten, und er sowohl Einsatzminuten in der NHL für die Blackhawks als auch deren AHL-Farmteam Rockford IceHogs bestritt, wurde er im Juni 2018 im Tausch für Jordan Schroeder an die Columbus Blue Jackets abgegeben. Dort verbrachte er die Saison 2018/19 ausschließlich in der AHL, bevor er sich im Juli 2019 als Free Agent den Philadelphia Flyers anschloss. Dort kam er ausschließlich in der AHL bei den Lehigh Valley Phantoms zum Einsatz, ehe ihn die Flyers im Februar 2020 ohne weitere Gegenleistung an die New York Rangers abgaben. Diese setzten ihn ebenso in der AHL beim Hartford Wolf Pack ein, ehe er im Dezember 2020 einen auf die AHL beschränkten Vertrag bis zum Saisonende bei den Ontario Reign unterzeichnete. Anschließend kehrte Bérubé für die Saison 2021/22 in die Organisation der Columbus Blue Jackets zurück, wo er in der Spielzeit seine ersten sechs NHL-Einsätze seit der Saison 2017/18 bestritt.
Dennoch wurde der Vertrag des Schlussmanns nicht verlängert, sodass er erst im Oktober 2022 einen Probevertrag bei den Charlotte Checkers aus der AHL erhielt. Dieser bestand bis zum März 2023, ehe Charlottes NHL-Kooperationspartner Florida Panthers Bérubé bis zum Saisonende fest verpflichtete. Danach pausierte der Torwart über ein Jahr, ehe er im Oktober 2024 einen Vertrag bei den Ontario Reign aus der AHL erhielt.

## Erfolge und Auszeichnungen
- 2015 Teilnahme am AHL All-Star Classic
- 2015 Calder-Cup-Gewinn mit den Manchester Monarchs

## Karrierestatistik
Stand: Ende der Saison 2023/24
(Legende zur Torhüterstatistik: GP oder Sp = Spiele insgesamt; W oder S = Siege; L oder N = Niederlagen; T oder U oder OT = Unentschieden oder Overtime- bzw. Shootout-Niederlage; Min. = Minuten; SOG oder SaT = Schüsse aufs Tor; GA oder GT = Gegentore; SO = Shutouts; GAA oder GTS = Gegentorschnitt; Sv% oder SVS% = Fangquote; EN = Empty Net Goal; 1 Play-downs/Relegation; Kursiv: Statistik nicht vollständig)